# Конвей-Спрінгс (Канзас)
Конвей-Спрінгс (англ. Conway Springs) — місто (англ. city) в США, в окрузі Самнер штату Канзас. Населення — 1086 осіб (2020).

## Географія
Конвей-Спрінгс розташований за координатами 37°23′24″ пн. ш. 97°38′39″ зх. д. / 37.39000° пн. ш. 97.64417° зх. д. (37.389965, -97.644259).  За даними Бюро перепису населення США в 2010 році місто мало площу 2,12 км², уся площа — суходіл. В 2017 році площа становила 2,56 км², уся площа — суходіл.

## Демографія
Згідно з переписом 2010 року, у місті мешкали 1272 особи в 450 домогосподарствах у складі 313 родин. Густота населення становила 600 осіб/км².  Було 506 помешкань (239/км²).
Расовий склад населення:
| - 96,6 % — білих - 0,6 % — корінних американців - 0,6 % — чорних або афроамериканців |

До двох чи більше рас належало 1,9 %. Частка іспаномовних становила 2,1 % від усіх жителів.
За віковим діапазоном населення розподілялося таким чином: 32,5 % — особи молодші 18 років, 50,9 % — особи у віці 18—64 років, 16,6 % — особи у віці 65 років та старші. Медіана віку мешканця становила 34,1 року. На 100 осіб жіночої статі у місті припадало 89,6 чоловіків;  на 100 жінок у віці від 18 років та старших — 84,5 чоловіків також старших 18 років.
Середній дохід на одне домашнє господарство  становив 53 515 доларів США (медіана — 42 500), а середній дохід на одну сім'ю — 65 622 долари (медіана — 57 188). За межею бідності перебувало 29,8 % осіб, у тому числі 38,3 % дітей у віці до 18 років та 13,2 % осіб у віці 65 років та старших.
Цивільне працевлаштоване населення становило 581 осіб. Основні галузі зайнятості: освіта, охорона здоров'я та соціальна допомога — 43,9 %, виробництво — 21,7 %, будівництво — 5,9 %, транспорт — 4,6 %.